# 북한산우이역
북한산우이역(北漢山牛耳驛, Bukhansan Ui station) 또는 도선사입구역(Doseonsa station)은 서울특별시 강북구 우이동에 있는 서울 경전철 우이신설선의 지하철역이다. 이 역부터 신설동역까지 모두 지하 구간이다. 인근에 도선사가 위치해 있다. 이 역의 북쪽에 우이차량사업소가 있는데, 대한민국 최초로 지하에 건설된 차량기지이다.

## 특징
북한산 입구에 역이 소재하고 있다. 우이동 일대를 운행하는 시내버스들의 종점이 모두 이 역 인근이며, 지선버스는 이 역 앞에서 쌍문근린공원과 방학로를 거쳐 창동역까지 운행되기 때문에 이 역에서 지선버스로 환승하면 방학동 주택단지, 창동 등지로 접근이 가능하다. 이 역 주변은 모두 서울의 명산인 북한산, 도봉산 등으로 둘러싸여 있으며, 이 역에서 내리면 북한산과 도봉산 등산을 할 수 있다.
이 역에서 약 1.3km 떨어진 곳에 조선 제10대 왕이었던 연산군의 묘소가 있다.

## 역명의 유래
북한산 입구에 역이 있고, 이 지역 지명인 "우이"를 합쳐 북한산우이역으로 명명하였다.

## 역사
- 2017년 3월 2일 : 북한산우이역으로 역명 결정[1]
- 2017년 9월 2일 : 서울 경전철 우이신설선 신설동 ~ 북한산우이 구간 개통과 함께 영업 개시

## 역 구조
2면 2선의 상대식 승강장을 갖춘 지하역이며, 스크린도어가 설치되어 있다. 그리고 평시에는 남쪽 종착역인 신설동역처럼 하선 승강장 하나만 이용해서 열차를 대기하거나 출발시킨다. 출구는 2개다.

### 승강장
| 시·종착역  |
| \| 상      |
| ↓ 솔밭공원 |

| 상행 | ● 서울 경전철 우이신설선 | 우이기지 입고 열차 당역 종착      |
| 하행 | ● 서울 경전철 우이신설선 | 성신여대입구 · 보문 · 신설동 방면 |

## 역 주변
| 나가는 곳 | 방면                                                  |
| --------- | ----------------------------------------------------- |
| 1         | 우이공원유원지 우이동먹거리 마을 강북구견인차량보관소 |
| 2         | 우이동만남의광장 도선사                               |

## 사진

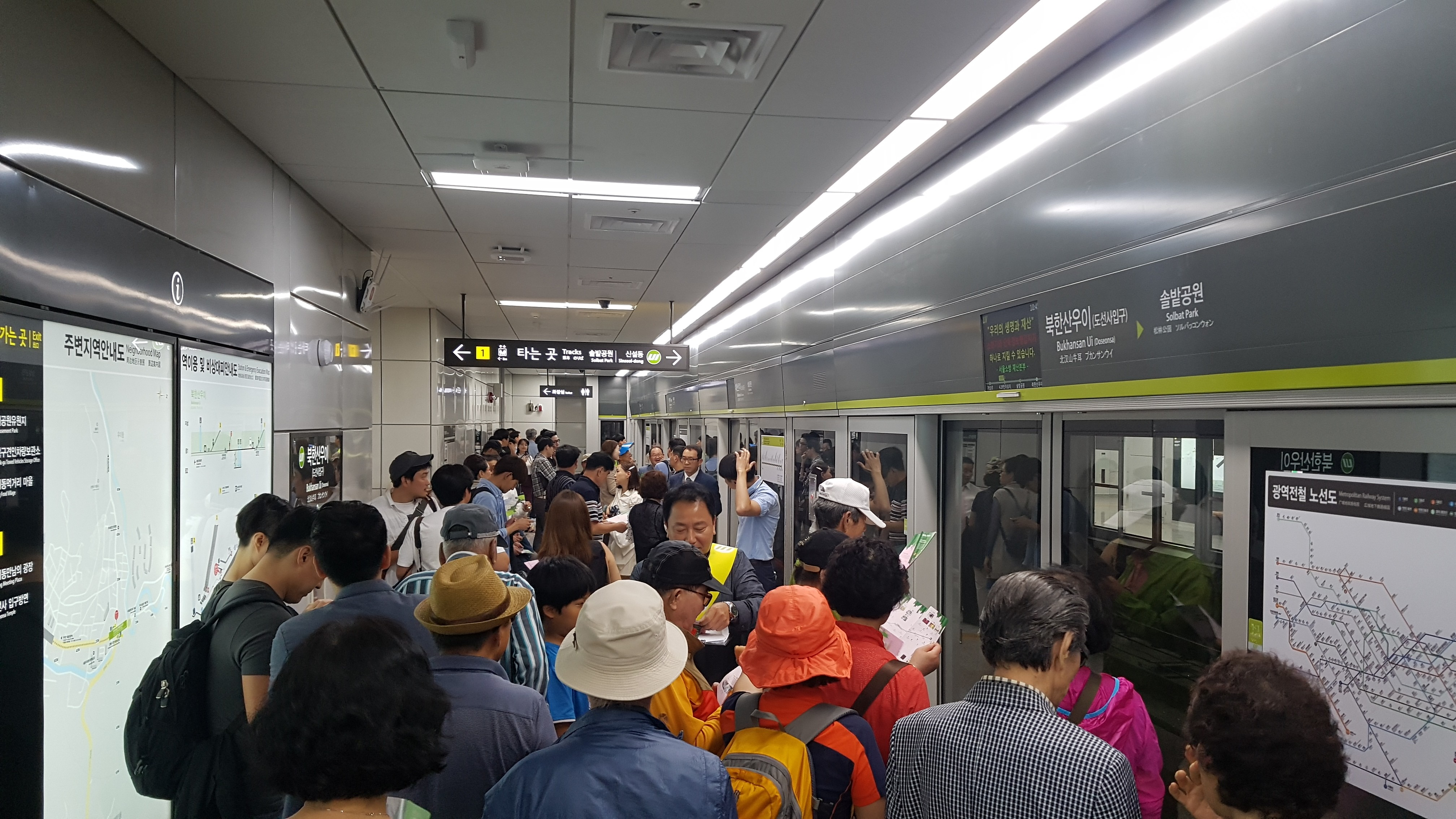
승강장
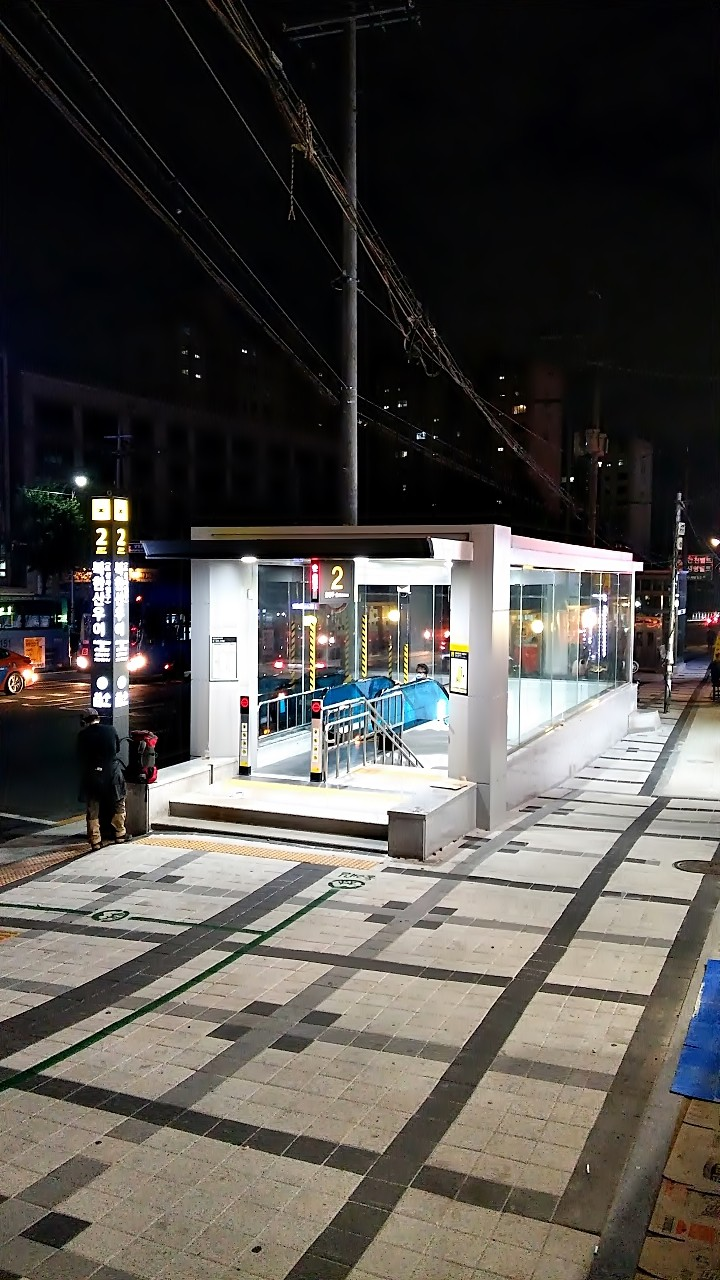
2번 출구

## 인접한 역
| 서울 경전철 우이신설선 | 서울 경전철 우이신설선   | 서울 경전철 우이신설선 |
| ---------------------- | ------------------------ | ---------------------- |
| 시·종착역              | ● 서울 경전철 우이신설선 | 솔밭공원 신설동 방면   |

## 같이 보기
- 관악산역